# Pholidophorus

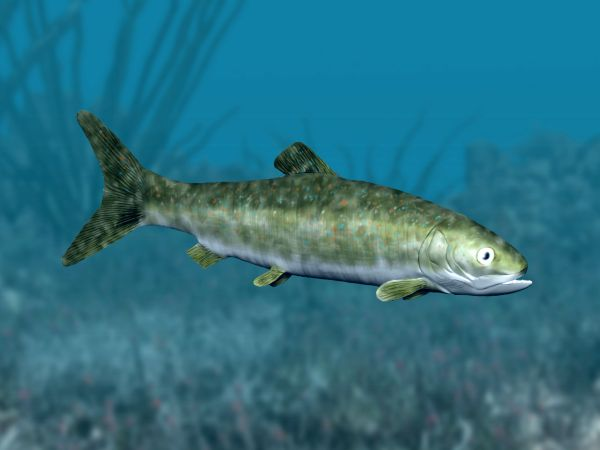
Illustration

Pholidophorus är ett utdött släkte av benfiskar som levde under trias- och juraperioden i Afrika, Europa och Sydamerika.
Pholidophorus var en sill-liknande fisk, och runt 40 cm lång. Trots att den inte är nära besläktad med dagens sill har de båda arterna många gemensamma egenskaper, de har en enda ryggfena, en symmetrisk stjärtfena och en analfena placerad långt bak under kroppen. Pholidophorus  hade stora ögon och var troligen en snabb rovdjursfisk som jagade kräftdjur och mindre fiskar.
En mycket liten benfisk, Pholidophoris hade många primitiva egenskaper till exempel fjäll och ryggrad som var delvis sammansatt i form av brosk istället för ben.

## En motsatt uppfattning
Enligt T.S. Kemp är "en enda art av fiskar från juraperioden, Pholidophorus bechei, troligen systergruppen" till alla fossila och levande benfiskar.